# دیوید کرمی
دیوید کرمی (انگلیسی: Davide Caremi؛ زادهٔ ۵ مهٔ ۱۹۸۴) بازیکن فوتبال اهل ایتالیا است.
از باشگاه‌هایی که در آن بازی کرده‌است می‌توان به باشگاه فوتبال آنکونا، باشگاه فوتبال ویرتوس لانچانو، باشگاه فوتبال فروزینونه، باشگاه فوتبال دلفینو پسکارا، باشگاه فوتبال کومو، و باشگاه فوتبال نووارا اشاره کرد.
وی همچنین در تیم ملی فوتبال زیر ۲۰ سال ایتالیا بازی کرده‌است.